# Maki Nomiya
Maki Nomiya (野宮真貴 Nomiya Maki?) nacida el 12 de marzo de 1960 en Shiranuka, Hokkaidō es una cantante y música japonesa. Lanzó su primer álbum en solitario en 1981, y trabajó en los años 1980 como vocalista principal de la banda new wave Portable Rock. En 1991 se convirtió en la primera voz de la banda Pizzicato Five. Cuando el grupo se disuelve en 2001, se embarca en una carrera de solista. Aparece cantando en solitario en la banda sonora del videojuego We ♥ Katamari y en la versión japonesa de Just One Second (Jikan Wo Tomete) por London Elektricity en 2008.

## Discografía como solista
- 1981: Pink no Kokoro (Pink Heart)
- 2000: Miss Maki Nomiya Sings
- 2002: Lady Miss Warp
- 2004: Dress Code
- 2005: Big Bang Romance EP (también conocido como Maki Nomiya Loves M-Flo, con M-Flo)
- 2005: Party People
- 2009: Maki-Takai no Jetlag (álbum de duetos con la cantante brasileña Fernanda Takai)
- 2010: Pink No Kokoro+2
- 2012: 30 -Greatest Self Covers & More!!!- (álbum con nuevas versiones de sus éxitos en solitario y con Pizzicato Five)